# Ференчук, Василий Михайлович
Василий Михайлович Ференчук (1 января 1919, село Тростянец, теперь Городокского района Хмельницкой области — ?)  — украинский советский деятель, машинист врубовой машины шахты № 9 имени Кагановича треста «Куйбышевуголь» комбината «Сталинуголь» Сталинской (Донецкой) области. Депутат Верховного Совета СССР 2-го созыва.

## Биография
Родился в крестьянской семье.
В 1939—1945 годах — в Красной армии, участник Великой Отечественной войны. Служил командиром орудия 7-й батареи 7-го гвардейского пушечного артиллерийского полка 6-й гвардейской пушечной артиллерийской бригады 2-й гвардейской артиллерийской дивизии Резерва главного командования 4-го Украинского фронта.
Член ВКП(б).
С 1945 года — машинист врубовой машины шахты № 9 имени Кагановича треста «Куйбышевуголь» комбината «Сталинуголь» Сталинской области.
Потом — на пенсии в городе Донецке.

## Звание
- гвардии старший сержант

## Награды
- орден Отечественной войны i ст. (6.11.1985)
- орден Красной Звезды (21.04.1944)
- медаль «За отвагу» (3.11.1943)
- медаль «За оборону Сталинграда»
- медали